# Antiviral
Et antiviralt middel er et stof, som bekæmper infektioner med virus eller den cellulære 
reproduktion af virus. De første antivirale midler blev fundet i 1960'erne, og langt de fleste 
er udviklet til brug mod coronavirus,
HIV, herpes virus, hepatitis B og C-virus og Influenzavirus A og B.